# Тафлупрост
Тафлупрост — лекарственный препарат для лечения глаукомы и глазной гипертензии. Одобрен для применения: США (2012)

## Механизм действия
Аналог простагландина F2α.

## Показания
открытоугольная глаукома или глазная гипертензия.

## Противопоказания
Противопоказаний нет.

## Способ применения
Глазные капли. 1 капля — 1 раз в день в вечернее время.

## Беременность
Женщины детородного возраста во время лечения должны использовать методы контрацепции.